# Келколово
Келколово (фин. Kelkkula) — деревня во Мгинском городском поселении Кировского района Ленинградской области.

## История
Впервые упоминается в Писцовой книге Водской пятины 1500 года как деревня Келкула в Никольском Ярвосольском погосте.
На карте Санкт-Петербургской губернии Я. Ф. Шмидта 1770 года она обозначена как деревня Кескова.
Затем на карте Санкт-Петербургской губернии Ф. Ф. Шуберта 1834 года — как Колково.

ЕЛИСАВЕТИНА (КЕЛКОЛОВО) — мыза принадлежит графине Елизавете Чернышевой, число жителей по ревизии: 11 м. п., 4 ж. п.

ЕЛИСАВЕТИНА (КЕЛКОЛОВО) — сельцо принадлежит графине Елизавете Чернышевой, число жителей по ревизии: 7 м. п., 9 ж. п.

ЕЛИСАВЕТИНА (КЕЛКОЛОВО) — деревня принадлежит графине Елизавете Чернышевой, число жителей по ревизии: 44 м. п., 62 ж. п. (1838 год)

На этнографической карте Санкт-Петербургской губернии П. И. Кёппена 1849 года она обозначена как деревня «Kelkkula», расположенная на границе ареала расселения савакотов. В пояснительном тексте к этнографической карте она записана как деревня Kelkkula (Келколово, Елисаветина), население которой по состоянию на 1848 год составляло 86 человек — 39 м. п., 47 ж. п.; все савакоты. Деревня относилась к лютеранскому приходу Ярвисаари.
Согласно карте профессора С. С. Куторги 1852 года деревня называлась Келкелева.

КЕЛКАЛОВА (ЕЛИЗАВЕТИНО) — деревня княгини Лобановой-Ростовской, по почтовому тракту, число дворов — 20, число душ — 49 м. п. (1856 год)

Число жителей деревни по X-ой ревизии 1857 года: 69 м. п., 82 ж. п..

КЕЛКОЛОВО — деревня владельческая при колодцах, число дворов — 27, число жителей: 69 м. п., 82 ж. п.; Школа. (1862 год)

Согласно подворной переписи 1882 года в деревне проживали 37 семей, число жителей: 74 м. п., 98 ж. п., разряд крестьян — временнообязанные; лютеране: 43 м. п., 60 ж. п., а также пришлого населения 1 семья (3 м. п., 4 ж. п.).
По данным Материалов по статистике народного хозяйства в Шлиссельбургском уезде от 1885 года 25 крестьянских дворов в деревне Келкелово (или 67 % всех дворов) занимались молочным животноводством.
В конце XIX — начале XX века деревня административно относилась к Ивановской волости 1-го стана Шлиссельбургского уезда Санкт-Петербургской губернии. По приходским данным население деревни было исключительно финским.
К 1913 году количество дворов в деревне увеличилось до 31.
Согласно военно-топографической карте Петроградской и Новгородской губерний издания 1921 года деревня называлась Келкелево и состояла из 41 крестьянского двора.
Согласно данным переписи населения СССР 1926 года в деревне Колколово Колколовского сельсовета Октябрьской волости Ленинградского уезда проживали 247 человек — большинство ингерманландцы, а также русские, финны и латгальцы.
В 1928 году во время обследования ЛОИКФУН финских деревень на территории Мгинского района было отмечено, что в деревне сохранился эвремейский диалект финского языка.
По данным 1933 года деревня Келколово входила в состав Мгинского сельсовета Мгинского района.
До начала Великой Отечественной войны в деревне проживало финское население.

План деревни Келколово. 1941 год

Согласно топографической карте РККА 1941 года деревня насчитывала 88 дворов.
Деревня была освобождена от немецко-фашистских оккупантов 21 января 1944 года.
По данным 1966 и 1973 годов посёлок Келколово входил в состав Мгинского поссовета Тосненского района.
По данным 1990 года деревня Келколово входила в состав Мгинского поссовета Кировского района.
В 1997 году в деревне Келколово Мгинского поссовета проживали 5 человек, в 2002 году — 22 человека (русские — 86 %).
В 2007 году в деревне Келколово Мгинского ГП — 4 человека.

## География
Деревня расположена в западной части района на автодороге 41К-519 (Спецподъезд № 17), к северу от центра поселения, посёлка Мга.
Расстояние до административного центра поселения — 6 км.
Через деревню проходит железнодорожная линия Мга — Невдубстрой. В деревне находится платформа 6 км.
Через деревню протекает река Мойка. Рядом с деревней расположен Келколовский карьер.

## Демография
| 1862 | 2007 | 2010 | 2017 |
| ---- | ---- | ---- | ---- |
| 151  | ↘4   | ↘0   | ↗6   |

## Фото

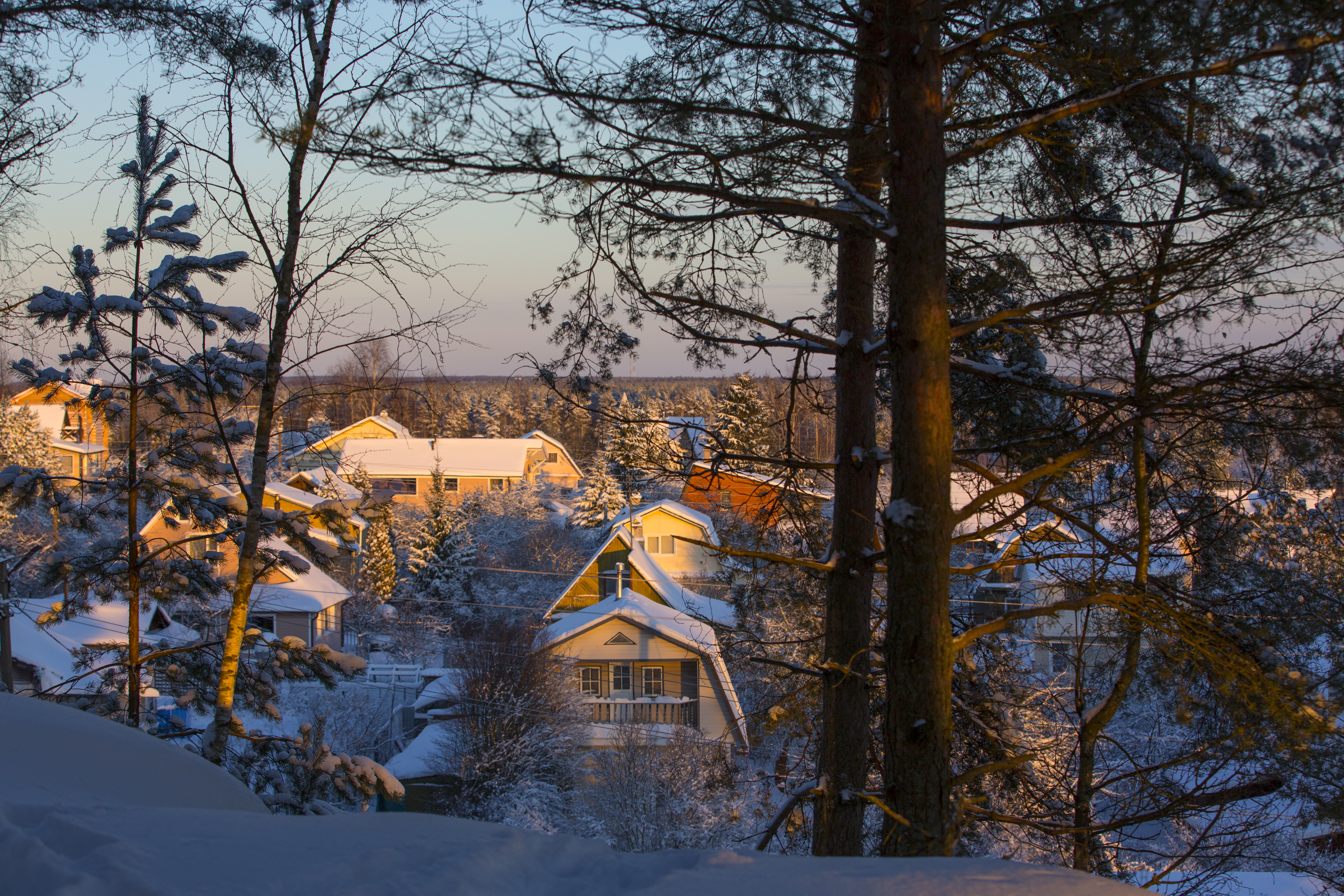
Вид с Келколовой горы на садоводства, декабрь 2021 года

## Улицы
4-я Садовая, 6-й км, Железнодорожная, Октябрьская.